# 6275 Кірю
6275 Кірю (6275 Kiryu) — астероїд головного поясу, відкритий 14 листопада 1993 року.
Тіссеранів параметр щодо Юпітера — 3,285.